# ناحية مركز النبك
ناحية مركز النبك إحدى نواحي سوريا تتبع إداريّاً لمحافظة ريف دمشق منطقة النبك ومركزها مدينة النبك، بلغ تعداد سكان الناحية 50,747 نسمة حسب التعداد السكاني لعام 2004.

## بلدات وقرى ناحية مركز النبك
النبك، مشرفة فليطة، قلدون المراح، القسطل، السحل.